# Зейналов, Фархад Рамазан оглы
Фархад Рамазан оглы Зейналов (азерб. Fərhad Ramazan oğlu Zeynalov; 22 июня 1929, Ордубад, Азербайджанская ССР — 16 октября, 1984, Баку, Азербайджанская ССР) — азербайджанский советский тюрколог, доктор филологических наук (1966), профессор (1968).

## Жизнь
Фархад Зейналов родился в 1929 году в городе Ордубад. В 1947 году после завершения средней школы работал директором Дома культуры Ордубада.
Учился на факультете филологии Азербайджанского Государственного Университета (1948—1953) и в аспирантуре Московского Государственного Университета им. Ломоносова (1953—1956). Здесь его научным руководителем стал знаменитый тюрколог Николай Александрович Баскаков. Защищенная Фархадом Зейналовым тема — «Принципы классификации частей речи (имен)» — в дальнейшем стала толчком для многих исследований.
В 1956 году начал работу на факультете филологии в Азербайджанском государственном университете имени С. М. Кирова. В 1962 году стал доцентом кафедры Общего языковедения этого университета. С его именем связано создание в этом же университете кафедры тюркологии. С тех пор он заведовал этой кафедрой. В 1956 году получил степень кандидата филологических наук, в 1966 — докторскую степень.
Скончался Зейналов в 1984 году, похоронен в Ордубаде.

## Деятельность
Один из создателей школы тюркологии в Азербайджане Фархад Зейналов является автором 11 монографий, учебников и учебных пособий, посвященных её актуальным проблемам, в том числе принципам классификации частей речи в тюркских языках, вспомогательным частям речи, сравнительной грамматике тюркских языков, тюркским древним письменным памятникам. В фундаментальной монографии «Основы тюркологии» (1981) он предложил новую классификацию тюркских языков. С его именем связаны введение в Азербайджанском Государственном Университете дисциплин по тюркологии («Введение в тюркологию», «Сравнительная грамматика тюркских языков», "Древние памятники тюркской письменности "), подготовка учебных программ по этим специальностям. Его пособие «Основы тюркологии» стало первой в своем роде инициативой на уровне СССР. Издание этой книги вызвало огромный резонанс, в те годы постепенно тюркология стала выходить из списка «антисоветских» наук.
Фархад Зейналов также трудился и в сфере текстоведения, вместе с С. Ализаде составил научно-исследовательский текст эпоса «Китаби Деде Коркуд». «Китаби Деде Коркуд и мировое востоковедение», «Дастани Ахмед Харами — древнейший литературный памятник Азербайджана», «О проблеме тюркско-монгольских лексических параллелей», «Формы глагола в тюркских языках, образованные аналитическим путём», произведение Шеййада Хамзы «Юсиф и Зулейха» и другие научные работы охватили самые актуальные проблемы тюркологии. В общем, он является автором более 70 научных трудов, в том числе около 20 монографий. Его произведения были напечатаны в Турции, России, Германии, Франции и Венгрии. Ф. Зейналов выступал на международных научных конференциях.

## Научные работы
- Принципы классификации именных частей речи. На материале азербайджанского языка, Мин. высшего образования СССР,1957
- Грамматика Азербайджанского языка, АН Азерб. ССР, Баку, 1960
- Вспомогательные части речи в современных тюркских языках. Научные произведения АГУ. Серии языка и литературы, 1963.
- Союзы в тюркских языках, Баку, 1964
- Модальные слова в современных тюркских языках. Научные произведения АГУ. Серии языка и литературы, 1965
- Послелоги, как лексико-грамматическая категория, Ученые записки, АГУ им. С. М. Кирова, 1966, № 3
- Категория модальности и способы её выражения в тюркских языках, Советская тюркология, 1970, № 2
- Категория вида, её выражение в тюркских языках, Тезисы и доклады научной конференции, посвященной 50-летию образования СССР,1972
- Программа вводного курса тюркологии, Баку, издательство АГУ, 1973.
- О необходимости создания сравнительного словаря лингвистических терминов тюркских языков, Советская тюркология, 1973, № 4
- Сравнительная грамматика тюркских языков, ч. 1-2, Баку,1974-75;
- „Дастан об Ахмеде Херами“ — древнейший памятник азербайджанского языка, Советская тюркология, 1975, № 5
- Список печатных трудов Заслуженного деятеля науки Профессора Н. А. Баскакова, Язык и литература, № 2, Баку, 1975[7]
- „Китаби Деде Коркуд“ и мировое востоковедение, Министерство Образования, Научные труды, 1976
- Исследования кыпчакских диалектов в сравнении с узбекским литературным языком»-«Ученые записки» Мин.высшего и среднего образования AзССР,1977,№ 3
- Проблемы частей речи тюркских языков, Программы курса специальности по кафедре Тюркологии, Баку, 1978
- Огузско-сельджукские памятники и азербайджанский язык, Министерство образование, «Научные произведения», 1979
- Древние тюркские письменные памятники, Издательство АГУ, 1980
- Основы тюркологии, Баку, Издательство «Maaриф», 1981[8]
- Поэма «Юсиф и Зулейха» Шеййада Хамзы, Баку, 1982
- Китаби Деде Коркуд, Баку, Издательство «Язычы», 1983[1]
- Некролог, Советская Тюркология, № 5. Баку, 1984